# Windelsbach
Windelsbach là một đô thị ở huyện Ansbach bang Bayern nước Đức. Đô thị Windsbach có diện tích 38,51 km², dân số thời điểm ngày 31 tháng 12 năm 2006 là 1068 người.